# Il club degli innamorati
Il club degli innamorati (Love Creeps, 2005) è il terzo romanzo della scrittrice statunitense Amanda Filipacchi.
Criticamente acclamato negli USA ed oltremare, Il club degli innamorati è stato ammirato per il suo umorismo e la sua pentetrazione profonda della psicologia umana. Il romanzo affronta questioni di cuore, desiderio, ossessione e dipendenza, ma il tutto presentato in un contesto cinico, postmoderno e decisamente urbano. È stato tradotto in francese, italiano, olandese, russo, polacco e coreano.
Gli autori Bret Easton Ellis, Tama Janowitz e Edmund White hanno espresso ammirazione e stima per il libro; il regista Brian Dannelly lo ha lodato in questi termini: “È una storia di amore tra gli stalkers (i pedinatori) di New York. È fantastico. E il libro più spiritoso che io abbia mai letto.”
Il club degli innamorati era sulla lista dei top books del 2005 dal Village Voice.

## Summario del trama
Il club degli innamorati parla di un triangolo di stalker—due pedinatori ed una pedinatrice. I tre si inseguono ossessivamente fino a quando l'ordine dei loro interessi cambia, illuminando così sia la variabilità dell'attrazione di una persona per un'altra sia l'attrattiva della persona per altri.

## Premi
Francia: 
- Migliore romanzo straniero: Love Creeps di Amanda Filipacchi. Laurier Verts de la Foret des Livres (2006).

USA: 
- Migliore romanzo di prosa: Love Creeps di Amanda Filipacchi. 2006 Devil's Kitchen Reading Award (Southern Illinois University).

## Film
La opzione per i diritti di Love Creeps è ottenuta da Single Cell Pictures, la società di produzione di Michael Stipe (dai REM) e Sandra Stern.

## Recensioni
“Inventivo…spassoso…lo stile di [Amanda Filipacchi] in un certo modo evoca Muriel Sparks. È veloce, spiritoso, colto, e cattivello…Love Creeps è una scoperta rara. È intelligente e percettivo della elusive natura dell desiderio. Per di più, è straordinariamente spiritoso.” (The Boston Globe)
“Spiritoso e cattivo…incredibilmente percettivo…Brillante.” (Booklist, libro consigliato)
“Un'opera penetrante di finzione psicologica.” (Kirkus Reviews)

## Edizioni
- Amanda Filipacchi, Il club degli innamorati, Newton Compton, 2006.